# Пивоваренный завод «Бавария»
Пивоваренный завод «Бавария» — памятник архитектуры, комплекс, из которого сохранились два здания. Расположен в Санкт-Петербурге, современный адрес — Петровский проспект, 9.
Большая часть Петровского острова в XVIII веке была лесом, местом для прогулок. В конце XVIII века был разбит сад и создан трактир для отдыхающих горожан, в 1820 году неподалёку от трактира построили сахарный завод для его снабжения. В 1862 году сахарный завод был закрыт, вместо него земли с постройками приобрело Российско-Баварское акционерное пивоваренное сообщество «Бавария». «Баварией» назвали и новый завод с питейным заведением.
В 1864 году началась перестройка старых строений под руководством Ф. Б. Нагеля. Были построены склады для ячменя, льда и продукции, проведён водопровод. Пивовары и оборудование прибыли из Германии. Сад был перепланирован, достроены театр, беседки и буфет. Также по проекту Ф. Б. Нагеля заводские строения были вновь оборудованы и перестроены в 1890-х годах.
В 1900—1910 годах строительство заводских корпусов вёл Н. Н. Верёвкин. В 1911 году Л. А. Серк построил солодовню. У кирпичного здания, выполненного в стиле модерн, семь этажей, в него включены три сушильные камеры, над которыми поднимаются крупные щипцы ломаной формы, скрывающие вытяжные трубы. С 1909 года, когда на Выборгской стороне появился еще один пивной завод «Бавария», завод стал называться «Старая Бавария».
В 1988 году руководство «Красной Баварии» (так завод стал называться в советское время) в лице А. М. Ларичева пыталось довести здание до аварийного состояния, чтобы освободить территорию; некоторые перекрытия были сняты, часть кладки разобрана, ослаблены стяжки и шурупы. Когда цель не была достигнута, разрабатывался план взрыва здания, отклонённый после вмешательства прокуратуры.
В 1990-е годы завод стал акционерным обществом «Бавария». В 2005 году он перестал работать.
В 2012 году городские власти продали историческое здание солодовни завода за 64 млн рублей, был создан проект реновации, который так и не был реализован после изменений.
Также от исторической застройки сохранилось конторское здание, построенное в 1914 году. Восточная часть здания охраняется как памятник архитектуры, здание планируется приспособить под офисы.
Прочие корпуса завода были снесены в 2014 — 2017 годах для постройки жилого комплекса. Жилой дом работников завода был снесён для строительства моста через Серный остров. Несколько исторических фасадов позднее воссоздали.